# Kim Man-jung
Kim Man-jung (cunoscut sub pseudonimul Seopo, 1637 - 1692) a fost un scriitor coreean.
Romanele sale au ca temă apărarea libertății și demnității personalității umane și promovează eliberarea de prejudecățile moralei confucianiste și dreptul la fericire al femeii.
Opera sa a contribuit în mod hotărâtor la dezvoltarea literaturii în limba coreeană.

## Scrieri
- Călătoria doamnei Sa în sud (사씨남정기)
- 1690: Necrolog pentru doamna Yun (윤씨부인행장)
- Operele lui Seopo (서포집)